# Mantova
Mantova (lat.: Mantua), je grad i upravno središte istoimene sjeverne talijanske provincije, regija Lombardija; 48,297 stanovnika. Poljoprivredno je, industrijsko i turističko središte.
Mantova je od 12. stoljeća okružena umjetnim jezerima (Lago Superiore, Lago di Mezzo i Lago Inferiore, tj. "Gornje", "Srednje" i "Donje" jezero) s tri strane. Ona se pune s rijeke Mincio, koja se spušta s jezera Garda. Četvrto jezero, jezero Pajolo, je isušeno u 18. stoljeću.

## Povijest
Mantovu su utemeljili Etruščani u 6. st. pr. Kr. na već postojećem otočnom naselju na rijeci Mincio (oko 2000. pr. Kr.). Ime joj potječe od etrurskog boga Mantusa (ili Hada), a u 5. st. pr. Kr. njom vladaju Cenomani, galsko pleme. Od 214. godine se spominje kao rimska kolonija. Mantova je rodni grad pjesnika Vergilija.
Početkom 5. stoljeća Mantovu razaraju Goti, a stradava i u bizantsko-langobardskim sukobima u 6. stoljeću. Langobardi vladaju Mantovom od 7. stoljeća, a zamjenjuju ih feudalni gospodari Canosse, do 1115. godine kada pristupa savezu lombardskih gradova (Lombardska liga).
Tijekom sukoba Gvelfa i Gibelina,  Pinamonte Bonacolsi je iskoristio kaotičnu situaciju i ovladao Mantovom 1273. godine. Njegova obitelj je vladala sljedeće stoljeće, tijekom čega je Mantova postala trgovački i umjetnički uspješno središte. Nakon organiziranih prosvjeda 1328. godine njome gospodari obitelj Gonzaga (od 1632. obitelj Gonzaga-Nevers), i zahvaljujući potpori Žigmunda Luksemburškog i pape Pija II. vladali su čvrsto u 15. stoljeću. Na njihovu vladavinu podsjeća monumentalni dvorac-utvrda Castello di San Giorgio, danas arheološki muzej i galerija umjetnina.
God. 1708. pripala je Austriji i priključena je Milanskom vojvodstvu. God. 1797. osvaja je Napoleonova vojska, do 1805. godine kada je priključena Kraljevini Italiji. Od 1814. godine ponovo je pod vlašću Austrije, i postaje jedno od njezinih vodećih vojnih uporišta u gornjoj Italiji. Tijekom revolucije 1848. godine mjesecima je bila pod opsadom vojske Pijemonta, da bi tek 1859. godine bila priključena Mletačkoj Republici, te zajedno s njom 1866. godine ušla u sastav ujedinjene Kraljevine Italije.

## Znamenitosti
Obitelj Gonzaga je bila veliki sponzor umjetnosti i kulture, te su ugostili brojne znamenite umjetnike (Leone Battista Alberti, Andrea Mantegna, Giulio Romano, Donatello, Peter Paul Rubens, Pisanello, Domenico Fetti, Luca Fancelli i Nicolò Sebregondi). Premda su brojna umjentička djela nestla iz Mantove, njena kulturna važnost je izvanredna zbog njenih spomenika, osobito ranih primjera renesansne talijanske svjetovne arhitekture poput: 
- Duždeva palača (Palazzo Ducale di Mantova, slika desno), slavna rezidencija obitelji Gonzaga s freskama Andrea Mantagne, sastoji se od dvorišta, vrtova i nekoliko zgrada skupljenih u jedan kompleks: Kapetanska palača (Palazzo del Capitano), Magna Domus, i dvorac sv. Jurja (Castello di San Giorgio, 1395. – 1406.), prijestolnica obitelji Gonzaga.
- Palazzo Te (1525. – 1535.) arhitekta G. Romana (koji je na kraju života živio u Mantovi) je palača visoke renesanse s naznakama post-Rafaelovskog manirizma. Palača je bila ljetna vila Fridrika II. Gonzaga,a u njoj se nalazi Museo Civico (s donacijama A. Modadorija, najznačajnijeg talijanskog izdavača, i U. Sissa, mantovskog arhitekta koji je radio u Iraku odakle je donio značajna djela mezopotamske umjetnosti).
- Palača Vascovile (Palazzo Vescovile di Mantova) (Biskupska palača)
- Palazzo degli Uberti
- Palazzo del Podestà u kojemu se nalazi muzej Tazio Nuvolari
- Palazzo della Ragione sa sat-kulom Torre dell'Orologio
- Palazzo Castiglioni Bonacolsi
- Palazzo Valenti Gonzaga, primjer barokne palače (Nicolò Sebregondi) s freskama flamaskog slikara F. Geffelsa.
- Kazalište Bibiena
- Toranj-kavez (Torre della Gabbia)
- Knjižnicu iz 1780. godine osnovala je austrijska carica Marija Terezija u kojoj se nalazi i državni arhiv.

U Mantovi se nalaze i crkve: 
- Bazilika sv. Andrije u Mantovi (Basilica di Sant'Andrea di Mantova) Leon Battista Albertija s grobom A. Mantegne.
- Rotunda sv. Lorenca (Rotunda San Lorenzo) iz 1082. god.
- Albertijeva crkva sv. Sebastijana (San Sebastiano) iz 1460. – 1470., te
- Katedrala (Duomo di Mantova) iz 16. stoljeća kojoj je unutrašnjost dizajnirao Giulio Romano.

Staro središte grada je od 2000. godine, zajedno s posjedima Gonzaga u Sabbioneti, upisano na UNESCO-ov popis mjesta svjetske baštine u Europi.
- Trg (Piazza) Sordello s Kapetanovom palačom (lijevo) i katedralom (desno).
- Rotunda San Lorenzo
- Giulio Romano
Palazzo Te
- Palazzo Bonacolsi
- Dvorac sv. Jurja

## Promet
Mantova se nalazi na sjecištu cesta Milano-Codogno-Cremona-Mantova. Do nje vodi autocesta A4 (Milano-Venecija), koja vodi do Verone, i autoput A22 (Brennero-Modena). ali i državne ceste 415 (Milano-Cremona) za Cremonu i 10 (Cremona-Mantova). Najbliža zračna luka je u Veroni, Villafranca.

## Privreda i trgovina
U Mantovi se nalaze proizvodnja poljoprivrednih strojeva, obuće i igračaka.

## Prijateljski gradovi
| - Azuchi, Japan, 2005. - Casale Monferrato, Italija, 2012. - Charleville-Mézières, Francuska, 1963. - Giulianova, Italija, 2010. - Hyderabad, Indija - Madison, SAD, 2001. | - Nevers, Francuska, 1963. - Oradea, Rumunjska - Puškin, Rusija, 1993. - Vitória, Brazil - Weingarten, Njemačka, 1998. |